# بتر الأنف

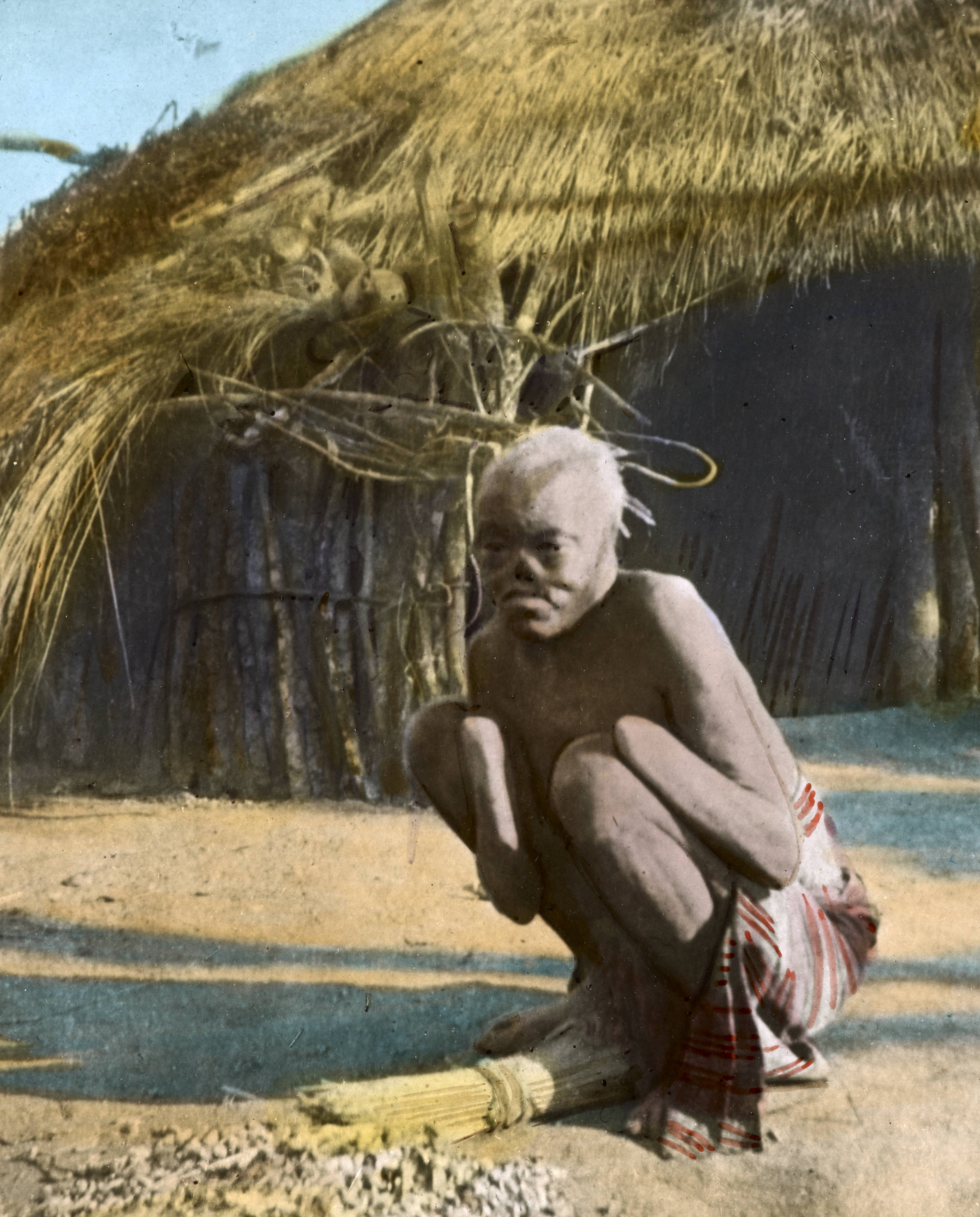
ضحية مشوهة لوحشية ويمبا، ليفينغستونيا"، حوالي عام 1910. صورة لرجل يجلس القرفصاء على الأرض خارج كوخ من القش. فقد الرجل كلتا يديه وأنفه. ينتمي هذا إلى سلسلة من البعثات الخارجية لكنيسة اسكتلندا شرائح فانوس اللجنة المتعلقة بالقس دونالد فريزر (1870-1933) ولد القس دونالد فريزر، المبشر الاسكتلندي، في أرجيلشاير، اسكتلندا، وهو ابن قس من الكنيسة الحرة.

بتر الأنف هو تشويه ووسيلة للعقاب القضائي في جميع أنحاء العالم، لا سيما على الاعتداءات الجنسية.

## الاستخدام القديم
يحتوي قانون حمورابي على إشارات لبتر نتوءات جسدية (مثل الشفتين والأنف والثديين، إلخ)،[بحاجة لمصدر] كما فعلت قوانين مصر القديمة، وفي الطب الهندوسي كتابات شاراكا وسوشروتا سامهيتا.
كان شق الأنف كعقوبة للزنا أمرًا معتادًا في أوائل الهند،  ومارسه الإغريق والرومان، ولكن نادرًا؛ كانت هذه الممارسة أكثر انتشارًا في بيزنطة.

## العصور الوسطى
أزال الجنرال الذي أطاح به إمبراطور الرومان جستنيان الثاني أنفه. عاد مع جيش من البرابرة لاستعادة عرشه، وأصبح يُعرف باسم «ذو الأنف المشقوق»، قبل استبداله بنسخة ذهبية طبق الأصل. في أوروبا الغربية، حكم الملك الميروفنجي شيلديبيرت الثاني، وفقًا لعادات حلفائه البيزنطيين، على المتآمرين بقطع الأنف، وفقًا لغريغوري أوف تورز، وعرّضهم للسخرية.
قصة «بيسكلافريت» التي تعود للقرن الثاني عشر لماري دي فرانس تحوي قيام ذئب بانتزاع أنف زوجته الخائنة. يحتوي دليل جيفروي الرابع دي لا تور لاندري الذي يعود إلى القرن الرابع عشر بعنوان كتاب فارس البرج على مثال لفارس كسر أنف زوجته، كإعراب للنساء لطاعة أزواجهن.
استخدم فريدريك الثاني هذه الممارسة لمعاقبة الزناة والقوادين.
في بولندا في القرنين الرابع عشر والخامس عشر، تم استخدام بتر الأنف (وكذلك استئصال اللسان) لمعاقبة الجرائم المرتكبة من خلال الكلام. تم الإبلاغ عن هذه الممارسة في نابولي في القرن الخامس عشر.
يصف الجراح الألماني فيلهلم فابري حالة من عام 1590 قاومت فيها امرأة («سوزان العفيفة») الاغتصاب وتم قطع أنفها نتيجة لذلك.

## بتر الذات
تتعلق معظم الحالات المعروفة لبضع الأنف الذاتي بالراهبات اللواتي شوهن أنوفهن على أمل تجنب الاغتصاب. راهبات دير سان سير في مرسيليا، في القرن التاسع، نجوا من الاغتصاب لكنهن قتلن جميعًا، ولقيت راهبات دير سانت كلير في أكري المصير نفسه في عام 1291.  تُروى مثل هذه القصة أيضًا عن أوبي الصغرى وراهباتها في كولدينجهام، في القرن التاسع.